# Kościół Podwyższenia Krzyża Świętego w Cerekwicy
Kościół pw. Podwyższenia Krzyża Świętego – katolicki kościół parafialny znajdujący się w Cerekwicy w woj. wielkopolskim.

## Historia
Kościół ufundowano przed 1404 (pierwszym proboszczem był Piotr Czerzuch). W 1556 świątynia została przekazana protestantom przez Jana Szamotulskiego, który był właścicielem Cerekwicy. W 1619 Sędziwój Ostroróg przekazał go ponownie katolikom. W 1626 kościół był już w bardzo złym stanie technicznym i groził zawaleniem. Dzieła zniszczenia dopełnił potop szwedzki, kiedy to świątynia spłonęła wraz z częścią wsi. W 1732 zbudowano nową świątynię (drewnianą, na planie krzyża). Fundatorem był ówczesny właściciel wsi - Jan z Bnina Radzewski, a nosiła ona wezwanie św. Wojciecha. Została zniszczona przez pożar w XVIII wieku. Obecny obiekt pochodzi z 1827 albo 1828, a fundatorką była Zuzanna z Gorczewskich Dobrzycka. W latach okupacji hitlerowskiej kościół zamieniono na magazyn. 23 lipca 1970 kościół został wpisany do rejestru zabytków.

## Architektura
Na zabytkowe wyposażenie składają się m.in.: drewniany krucyfiks w ołtarzu (późnogotycki z pierwszej połowy XVI wieku, słynie łaskami) oraz kamienna chrzcielnica z 1537 (kształt kielicha). W ołtarzach w nawach bocznych umieszczono obrazy z XVII i XVIII wieku.

## Otoczenie
W sąsiedztwie kościoła zlokalizowane są: kaplica pogrzebowa, dzwonnica z żelbetu (powojenna) i plebania.
Przy kościele znajdują się groby:
- ks. Antoniego Niedbała (ur. 18 marca 1847 w Zbąszyniu, zm. 17 grudnia 1902 w Cerekwicy, proboszcza cerekwickiego przez 16 lat),
- ks. Franciszka Ksawerego Snowackiego (proboszcza cerekwickiego),
- ks. Wojciecha Stefańskiego (ur. 20 kwietnia 1800, zm. 5 grudnia 1879, proboszcza cerekwickiego)[5].

## Galeria

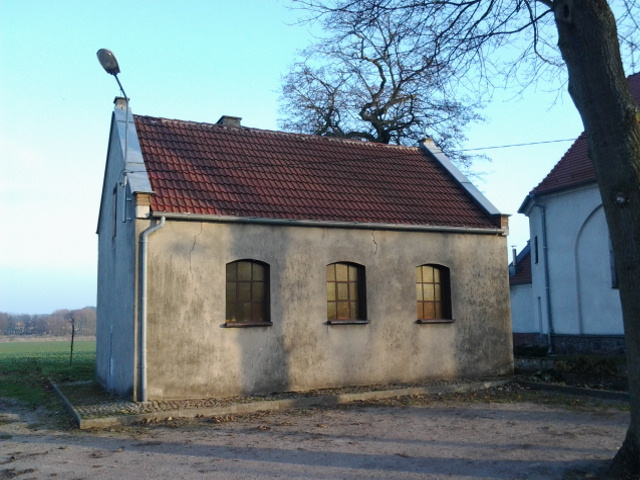
Kaplica pogrzebowa
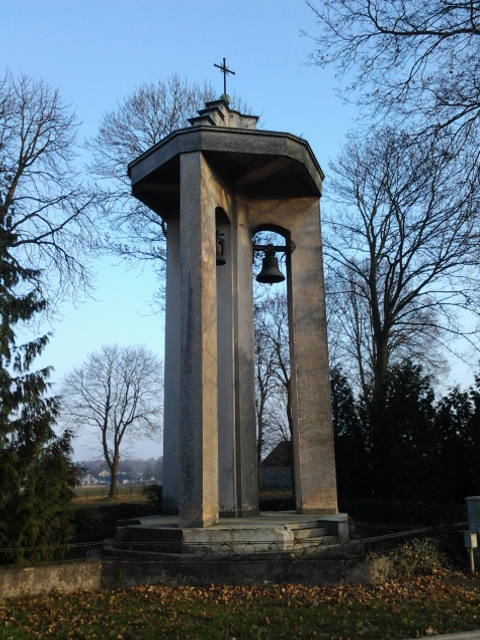
Dzwonnica
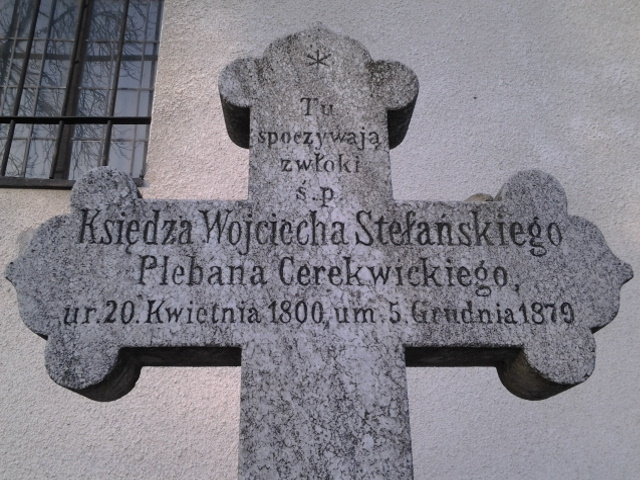
Grób W. Stefańskiego
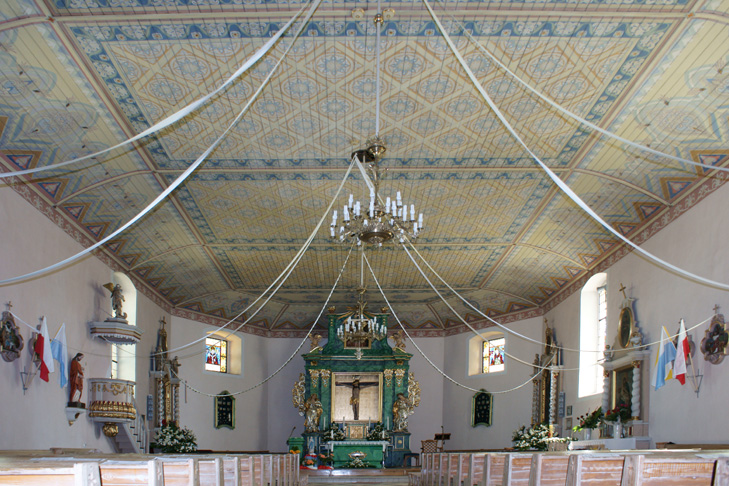
Wnętrze kościoła